# Aeroportul Putao
Aeroportul Putao (IATA: PBU, ICAO: VYPT) este un aeroport din Myanmar.
Situat la o altitudine de 457 m, aeroportul dispune de o singură pistă.